# قاتل مادرزاد (فیلم ۱۹۴۷)
قاتل مادرزاد (انگلیسی: Born to Kill) یک فیلم در ژانر جنایی، درام، نوآر و عاشقانه به کارگردانی رابرت وایز است که در سال ۱۹۴۷ منتشر شد.

## بازیگران
- کلر تروور
- لارنس تیرنی
- والتر اسلزاک
- الیشا کوک جونیور
- فیلیپ تری
- آدری لونگ
- ایسابل جول
- الن کوربی
- مارتا هایر
- تام نونان
- تامی نونان
- جیسون روباردز سینیور
- سیمونا بانیفیس